# Guiry-en-Vexin
Guiry-en-Vexin egy község Franciaországban. Lakosainak száma 151 fő (2022. január 1.).

## Földrajza
Guiry-en-Vexin Cléry-en-Vexin, Banthelu, Wy-dit-Joli-Village, Commeny és Avernes községekkel határos.